# Drogi powiatowe w powiecie nowosądeckim
Drogi powiatowe w powiecie nowosądeckim − sieć dróg powiatowych w powiecie nowosądeckim o łącznej długości 505,31 km.
| Numer drogi | Nazwa drogi                                                                     | Długość odcinka w powiecie | Klasa drogi |
| ----------- | ------------------------------------------------------------------------------- | -------------------------- | ----------- |
| 1488 K      | Tymowa - Łososina Dolna                                                         | 3,89 km                    | Z           |
| 1449 K      | Wytrzyszczka - Tropie - Bartkowa Posadowa                                       | 14,32 km                   | Z           |
| 1450 K      | Łęki - Kąty - Dobrociesz                                                        | 2,29 km                    | Z           |
| 1466 K      | Stróże - Polna - Łużna                                                          | 3,74 km                    | Z           |
| 1503 K      | Florynka - Izby                                                                 | 2,91 km                    | Z           |
| 1504 K      | Ropa - Wawrzka - Florynka                                                       | 4,01 km                    | Z           |
| 1505 K      | Ropa - Gródek - Biała Niżna                                                     | 5,36 km                    | L           |
| 1510 K      | Berest - Mochnaczka Wyżna                                                       | 11,15 km                   | Z           |
| 1512 K      | Krynica Zdrój (ul. Pułaskiego) - Tylicz                                         | 6,55 km                    | Z           |
| 1513 K      | Powroźnik - Tylicz                                                              | 8,19 km                    | Z           |
| 1514 K      | Muszyna (ul. Piłsudskiego, ul. Pułaskiego) - Leluchów - Granica Państwa         | 6,57 km                    | G           |
| 1515 K      | Muszyna (ul. Kościuszki)                                                        | 1,86 km                    | L           |
| 1516 K      | Muszyna (ul. Polna) - Złockie                                                   | 7.21 km                    | Z           |
| 1517 K      | Żegiestów - Szczawnik - Muszyna (ul. Zazamcze)                                  | 11,88 km                   | Z           |
| 1518 K      | Wierchomla Wielka - Wierchomla Mała                                             | 5,06 km                    | L           |
| 1519 K      | Piwniczna Zdrój (ul. Zagrody) - Łomnica Zdrój                                   | 5,88 km                    | L           |
| 1520 K      | Piwniczna Zdrój (ul. Szczawnicka)                                               | 5,25 km                    | L           |
| 1521 K      | Roztoka Wielka - Roztoka Wielka                                                 | 2,63 km                    | L           |
| 1522 K      | Nowa Wieś - Łosie                                                               | 3,30 km                    | L           |
| 1523 K      | Łabowa - Łabowiec                                                               | 3,67 km                    | L           |
| 1524 K      | Maciejowa - Składziste                                                          | 3,00 km                    | L           |
| 1525 K      | Maciejowa - Barnowiec                                                           | 6,17 km                    | L           |
| 1526 K      | Frycowa - Złotne                                                                | 6,62 km                    | Z           |
| 1527 K      | Nawojowa - Bącza Kunina                                                         | 5,00 km                    | Z           |
| 1528 K      | Nawojowa - Żeleźnikowa Wielka - Łazy Biegonickie                                | 8,83 km                    | Z           |
| 1529 K      | Nowy Sącz - Myślec                                                              | 1,86 km                    | L           |
| 1530 K      | Barcice - Wola Krogulecka                                                       | 3,70 km                    | L           |
| 1531 K      | Rytro - Sucha Struga - Głębokie                                                 | 2,60 km                    | L           |
| 1532 K      | Rytro - Roztoka Wielka                                                          | 3,14 km                    | L           |
| 1533 K      | Stary Sącz (ul. Nowa, ul. Partyzantów) - Przysietnica - Barcice                 | 10,91 km                   | L           |
| 1535 K      | Stary Sącz (ul. Sobieskiego, ul. Węgierska)                                     | 2,91 km                    | Z           |
| 1536 K      | Gołkowice Górne - Gaboń                                                         | 6,47 km                    | L           |
| 1537 K      | Gołkowice Górne - Łazy Brzyńskie                                                | 4,13 km                    | L           |
| 1538 K      | Jazowsko - Obidza                                                               | 5,85 km                    | L           |
| 1539 K      | Obidza - Brzyna                                                                 | 3,87 km                    | L           |
| 1540 K      | Łącko - Wola Kosnowa                                                            | 6,18 km                    | L           |
| 1541 K      | Łącko - Kicznia                                                                 | 5,36 km                    | L           |
| 1542 K      | Łącko - Naszacowice                                                             | 11,96 km                   | Z           |
| 1543 K      | Czarny Potok - Szczereż                                                         | 1,82 km                    | L           |
| 1544 K      | Chełmiec - Naszacowice                                                          | 11,52 km                   | Z           |
| 1545 K      | Podegrodzie - Mokra Wieś - Jastrzębie                                           | 6,12 km                    | Z           |
| 1546 K      | Stadła - Długołęka-Świerka - Przyszowa                                          | 8,94 km                    | Z           |
| 1547 K      | Brzezna - Brzezna Litacz - Wysokie                                              | 8,15 km                    | Z           |
| 1548 K      | Trzetrzewina - Podrzecze                                                        | 7,77 km                    | Z           |
| 1549 K      | Biczyce Dolne - Gostwica                                                        | 5,27 km                    | L           |
| 1550 K      | Trzetrzewina - Krasne Potockie - Męcina                                         | 4,90 km                    | Z           |
| 1551 K      | Limanowa - Chełmiec                                                             | 11,17 km                   | Z           |
| 1552 K      | Tęgoborze - Chomranice                                                          | 5,54 km                    | Z           |
| 1553 K      | Tęgoborze - Wronowice                                                           | 5,08 km                    | Z           |
| 1554 K      | Żbikowice - Stańkowa                                                            | 5,00 km                    | L           |
| 1555 K      | Łososina Dolna - Ujanowice - Młynne                                             | 5,83 km                    | Z           |
| 1556 K      | Witowice - Rożnów                                                               | 4,82 km                    | Z           |
| 1557 K      | Rożnów - Rożnów (Zapora)                                                        | 1,60 km                    | L           |
| 1558 K      | Tabaszowa - Witowice Dolne                                                      | 3,62 km                    | L           |
| 1559 K      | Tęgoborze - Tabaszowa - Just                                                    | 11,93 km                   | Z           |
| 1560 K      | Wielogłowy - Ubiad                                                              | 3,81 km                    | Z           |
| 1561 K      | Sienna - Siedlce                                                                | 7,67 km                    | Z           |
| 1562 K      | Podole Górowa - Łęka                                                            | 11,31 km                   | L           |
| 1563 K      | Korzenna - Janczowa - Miłkowa                                                   | 6,60 km                    | Z           |
| 1564 K      | Korzenna - Jasienna - Przydonica                                                | 9,12 km                    | L           |
| 1565 K      | Niecew - Podole Górowa                                                          | 12,46 km                   | L           |
| 1566 K      | Lipnica Wielka - Bukowiec                                                       | 4,50 km                    | L           |
| 1567 K      | Nowy Sącz - Wojnarowa - Wilczyska                                               | 19,75 km                   | Z           |
| 1568 K      | Łęka - Koniuszowa - Mogilno                                                     | 3,67 km                    | Z           |
| 1569 K      | Korzenna - Krużlowa                                                             | 4,54 km                    | Z           |
| 1570 K      | Paszyn - Mogilno - Krużlowa                                                     | 10,47 km                   | Z           |
| 1571 K      | Ptaszkowa - Wojnarowa                                                           | 10,29 km                   | Z           |
| 1572 K      | Grybów (u. Węgierska, ul. Jakubowskiego) - Krużlowa Niżna                       | 6,89 km                    | Z           |
| 1573 K      | Nowy Sącz - Cieniawa                                                            | 9,07 km                    | Z           |
| 1574 K      | Ptaszkowa - Ptaszkowa                                                           | 0,92 km                    | Z           |
| 1575 K      | Królowa Górna - Ptaszkowa - Grybów                                              | 10,17 km                   | Z           |
| 1576 K      | Nowy Sącz - Florynka                                                            | 19,32 km                   | Z           |
| 1577 K      | Kamionka Wielka - Kamionka WIelka                                               | 5,15 km                    | Z           |
| 1578 K      | Kotów - Polany                                                                  | 9,07 km                    | Z           |
| 1579 K      | Siekierczyna - Naszacowice                                                      | 3,99 km                    | Z           |
| 1580 K      | Zalesie - Jadamwola - Olszana                                                   | 1,16 km                    | Z           |
| 1581K       | Piątkowa - Mystków                                                              | 1,34 km                    | Z           |
| 1582 K      | Nawojowa - Nowy Sącz - Łazy Biegonickie - Nowy Sącz                             | 1,42 km                    | Z           |
| 1583 K      | Obwodnica Zachodnia Nowego Sącza                                                | 6,03 km                    | G           |
| 1584 K      | Piwnicza Zdrój (ul. Daszyńskiego, ul. Węgierska, ul. Podolik) - Granica Państwa | 3,33 km                    | G           |

## Galeria Zdjęć

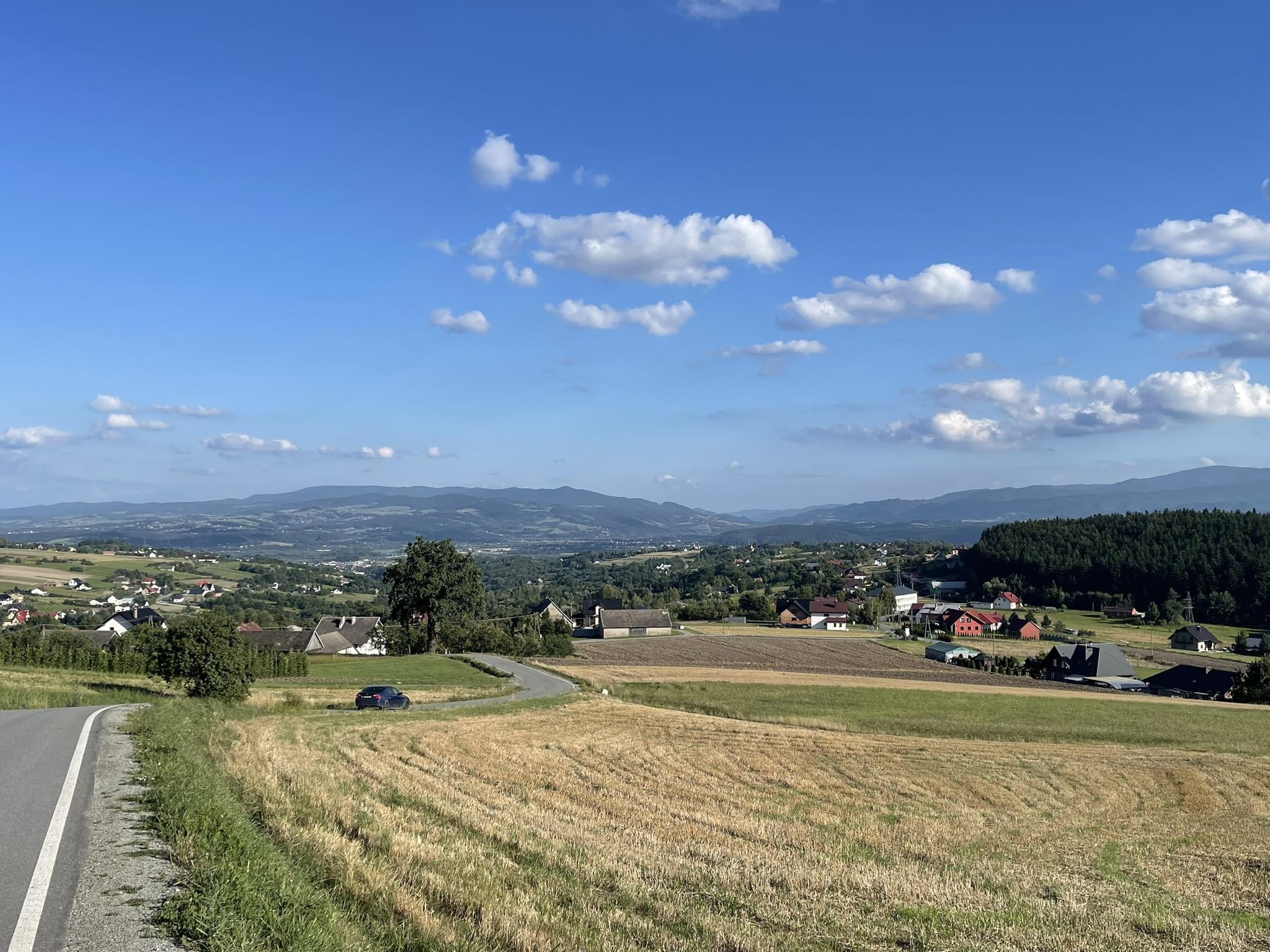
Widok z drogi powiatowej 1547 K w Brzeznej
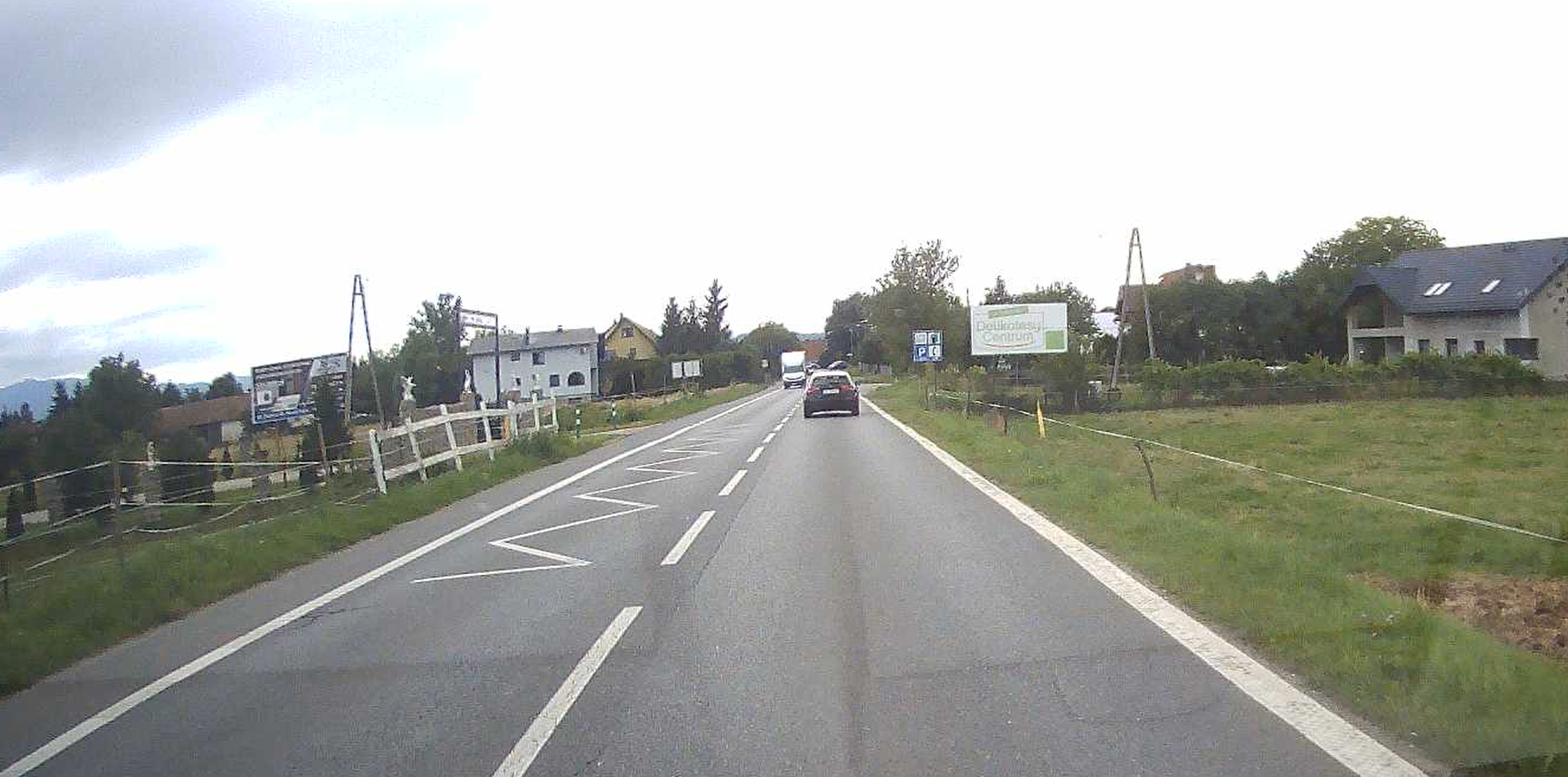
Droga Powiatowa 1544 K w Stadłach (Wyglanowice)